# Ascalenia vanelloides
Ascalenia vanelloides ist ein Schmetterling (Nachtfalter) aus der Familie der Chrysopeleiidae.

## Merkmale
Die Falter erreichen eine Flügelspannweite von 7 bis 8 Millimeter. Kopf, Thorax und Tegulae glänzen graubraun und haben Schuppen mit fahleren Spitzen. Die Vorderflügel glänzen graubraun und sind grau gesprenkelt. Die Schuppen haben vor allem bei 2/3 der Vorderflügellänge helle Spitzen, sodass eine sehr undeutliche Binde gebildet wird. Ein dunkler Fleck befindet sich bei 1/3 der Vorderflügellänge in der Analfalte, ein weiterer bei 2/3 in der Flügelmitte. Die Hinterflügel glänzen hellgrau. Das Abdomen glänzt graubraun. Das Afterbüschel ist bei den Männchen grauweiß, bei den Weibchen glänzt es grauweiß und ist subapikal dunkler.
Bei den Männchen ist der Uncus lang und kräftig und hat eine gekrümmte Spitze. Die Valven sind schlank und leicht gekrümmt. Sie verjüngen sich distal. An der inneren Oberfläche befinden sich Reihen haarähnlicher Borsten, zwei sehr lange Borsten befinden sich auf der äußeren Oberfläche in Basisnähe. Der Aedeagus ist kurz und gekrümmt. Er verjüngt sich distal stark.
Bei den Weibchen ist die schlitzförmige Ausbuchtung des siebenten Sternits groß und U-förmig. Sie ist zu beiden Seiten zu einem Fortsatz mit einer netzförmigen Struktur verlängert. In der Mitte ist dieser Fortsatz mit Nadeln versehen. Der vorgezogene Rand des sechsten Sternits ist in der Mitte tief eingebuchtet. Zu beiden Seiten des Ostiums befindet sich ein mit Dornen besetzter Höcker, der in eine gekrümmte und sich verbreiternde Wulst übergeht. Der Ductus bursae verläuft in vier Schleifen. Das Versteifungsband des Ductus bursae ist am Ostium schmal und verbreitert sich in Richtung des Corpus bursae. Das Corpus bursae ist rundlich und mit zwei kleinen zweispitzigen Signa versehen.

### Ähnliche Arten
Ascalenia vanelloides ähnelt Ascalenia vanella und Ascalenia echidnias. Eine sichere Artbestimmung ist nur durch eine Genitaluntersuchung möglich.

## Verbreitung
Ascalenia vanelloides ist in Kleinasien, dem Mittleren Osten und in Zentralasien, im Osten bis Afghanistan verbreitet. Nach Fauna Europaea kommt die Art auch auf Sizilien und Zypern vor.

## Biologie
Die Biologie der Art ist unbekannt. Kasy vermutet, dass sich die Raupen an Prosopis farcta entwickeln, da am Fundort nur noch Alhagi-Arten wuchsen. Im Abdomen eines Weibchens wurde die Kopfkapsel einer Raupe gefunden, offenbar liegt Ovoviviparie vor. Die Falter fliegen von April bis August, vermutlich entwickelt sich mehr als nur eine Generation.

## Systematik
Es sind folgende Synonyme bekannt:
- Ascalenia eremella Amsel, 1933; Nomen nudum
- Ascalenia eremella Amsel, 1935

## Belege
1. 1 2 3 4 5 6 7  J. C. Koster, S. Yu. Sinev: Momphidae, Batrachedridae, Stathmopodidae, Agonoxenidae, Cosmopterigidae, Chrysopeleiidae. In: P. Huemer, O. Karsholt, L. Lyneborg (Hrsg.): Microlepidoptera of Europe. 1. Auflage. Band 5. Apollo Books, Stenstrup 2003, ISBN 87-88757-66-8, S. 178 (englisch).
2. 1 2  Friedrich Kasy (1969): Vorläufige Revision der Gattung Ascalenia WOCKE (Lepidoptera, Walshiidae). Annalen des Naturhistorischen Museums Wien 73: S. 339–375 (zobodat.at [PDF]).
3. 1 2  Ascalenia vanelloides bei Fauna Europaea. Abgerufen am 31. März 2012